# LP (album, Discovery)
LP je první a jediné studiové album americké hudební skupiny Discovery. Vydalo jej v červenci roku 2009 hudební vydavatelství XL Recordings. Vedle členů skupiny, jimiž jsou Rostam Batmanglij a Wes Miles, se na albu podíleli ještě Ezra Koenig a Angel Deradoorian.

## Seznam skladeb
| Pořadí | Název                             | Délka |
| ------ | --------------------------------- | ----- |
| 1.     | Orange Shirt                      | 3:30  |
| 2.     | Osaka Loop Line                   | 4:01  |
| 3.     | Can You Discover?                 | 2:22  |
| 4.     | I Wanna Be Your Boyfriend         | 2:39  |
| 5.     | So Insane                         | 3:12  |
| 6.     | Swing Tree                        | 2:38  |
| 7.     | Carby                             | 3:07  |
| 8.     | I Want You Back                   | 3:26  |
| 9.     | It's Not My Fault (It's My Fault) | 2:33  |
| 10.    | Slang Tang                        | 2:27  |